# 福田貴子
福田貴子（ふくだ たかこ、1974年7月25日 - ）は、生活経済ジャーナリスト、労務リスクコンサルタント。本名は杉村貴子。
BS朝日ニュースキャスター、2007年より（株）大和総研に在籍し、『大和総研レポート』などの経済番組のキャスターを務める。
2011年より人材育成スクールを運営するジャパンビジネスラボに経営参画し、2014年に代表取締役社長に就任。
2019年、人事労務経験を生かし、経営者向けの労務リスクコンサルタントとして活動を開始。

## 人物
- 1974年 東京都生まれ
- 1986年 青山学院中等部入学
- 1993年  青山学院大学経済学部1年時に、第37代ミス東京（東京都・東京商工会議所共催・ミス東京コンテスト）に選出される
- 1995年  大学3年時にテレビ朝日アナウンス部に所属し、やじうま６（テレビ朝日）のお天気キャスターとしてデビュー
- 1997年 大学卒業後、日本航空に就職し、キャビンアテンダントとして勤務
- 2000年 結婚後に渡米（ニューヨーク、ボストンに在住）
- 2003年 帰国後、BS朝日『News Access』のキャスターを務める
- 2007年 大和総研に再就職し、大和総研レポート等の経済番組のキャスターとしても活躍
- 2011年 ジャパンビジネスラボ監査役に就任
- 2014年 ジャパンビジネスラボ代表取締役社長に就任
- 2019年 労務問題を抱える経営者の駆け込み寺【労務リスク.net】を設立し、コンサルタントとして活動を開始

### 執筆
- 財界    『社名の由来と企業戦略』連載記事
- 経済界  『この会社の強さはここ』連載記事
- 証券日刊『人・思い』『人生と経営を聞く』連載記事　他

### 出演
- 『ANNニュース』（朝日ニュースター）ニュースキャスター
- 『News Access730』（BS朝日）ニュースキャスター
- 『スーパーJチャンネル』（テレビ朝日）ニュースナレーション
- 『大和総研レポート』（ダイワTV）キャスター　他

### その他
- イベント司会 （100件以上） 『バレーボール世界選手権』（テレビ朝日） 会場実況・総合司会（日本語・英語） 等
- 国際カンファレンス司会 （100件以上）『ルドルフ・ジュリアーニ 来日記念講演会』（日本語・英語） 等
- 上場企業のトップインタビュー（100人以上）

## 資格・加入団体
- 国家資格キャリアコンサルタント
- 日本証券アナリスト協会検定会員 CMA
- 宅地建物取引士